# Шлирен
Шлирен (нем. Schlieren) — город в Швейцарии, в кантоне Цюрих.
Входит в состав округа Дитикон. Население составляет 13 753 человека (на 31 декабря 2007 года). Официальный код — 0247.

## Спорт
Ежегодно, начиная с 1 января 2005 года, в городе проводится Цюрихский новогодний марафон.